# كلية الدعوة الإسلامية
أسست كلية الدعوة الإسلامية عام 1974م بموجب القانون رقم 78 بتاريخ 2/11/ 1974م، وهي مؤسسة إسلامية تتبع جمعية الدعوة الإسلامية العالمية، مقرها طرابلس / ليبيا، ولها خمسة فروع في دول بقارات آسيا وأفريقيا وأوروبا وهي: (لبنان وبنين والسنغال، وتشاد، وبريطانيا. وكان لها فرع مهم في سوريا تم إغلاقه بعد الثورة السورية، وفرع في الباكستان أغلق أواخر القرن الماضي).

## نبذة عن كلية الدعوة الإسلامية
كلية الدعوة الإسلامية صرح علمي إسلامي يوالي عطاءه منذ أكثر من أربعين سنة، فقد تأسست هذه الكلية سنة 1974م بعد أن أوصى بتأسيسها مع جمعية الدعوة الإسلامية علماءُ الأمة الإسلامية ومفكروها المجتمعون في طرابلس الغرب ما بين 13 و18 شوال 1390 هـ الموافق 6 إلى 11 ديسمبر 1970م، ومن أولئك العلماء محمود صبحي، وأحمد حسن الباقوري، ومالك بن نبي، وعبد الحليم محمود، وأحمد الشرباصي، وعبد الله كنون، وحسني جوزو، وعبد القهار مذكر، وعبد الكريم سايتو، والحبيب المستاوي، وأحمد تونجي، ومطاع أدهمي، والمهدي بن عبود، وعمر بهاء الدين الأميري، وصالح مسعود بويصير، وإبراهيم رفيدة، وعلي مصطفى المصراتي، وغيرهم.
أخذت الكلية على عاتقها نشر الثقافة الإسلامية، والكشف عن كنوز الحضارة الإسلامية، وإجراء البحوث والدراسات في اللغة العربية والدراسات الإسلامية والتربوية، وتعتمد في مناهجها الإسلامية على طلب الحق كما ورد في الكتاب والسنة والوسطية والاعتدال في الدعوة والتعليم، بعيدًا عن التطرف والغلو، وقد ظهر ذلك بوضوح في ثقافة طلابها وسلوكهم المعتدل بعد التخرج، وانعكس على علاقاتهم الحسنة مع الجهات الرسمية في بلدانهم والدول الأخرى، وأدى ذلك إلى تعيينهم في مناصب رسمية مهمة في دور الإفتاء وجامعات البلدان التي جاءوا منها.
وتواصل الكلية مسيرتها التعليمية والتربوية بعد قيام ثورة 17 فبراير المجيدة، باعتماد رؤية ورسالة إستراتيجية جديدة.
وتمنح الكلية شهادة الليسانس في اللغة العربية والدراسات الإسلامية، وشهادة البكالوريوس في الأقسام العلمية، وهذه الشهادات معترف بها من قبل وزارة التعليم والبحث العلمي بليبيا، والجامعات المحلية، وكذلك من قبل الكليات والجامعات الموازية لها كجامعة الزيتونة بتونس، وجامعة الأزهر بالقاهرة وجامعة أستر ببريطانيا، وجامعات سوريا ولبنان والمغرب والسودان والهند وباكستان وبنغلاديش والصومال والسنغال والنيجر وغينيا كوناكري.
وتحصل بعض خريجيها على منح دراسية لمواصلة دراستهم العليا في جامعات أوروبا وكندا وأمريكا.
ويدرس بالكلية وفروعها ما يقارب (3000) طالب وطالبة من مختلف بلدان العالم، وقد وصل عدد الخريجين حتى 2016م (7744) طالب وطالبة ينتمون إلى (96) جنسية.

مظاهر كلية الدعوة الإسلامية
كلية الدعوة الإسلامية
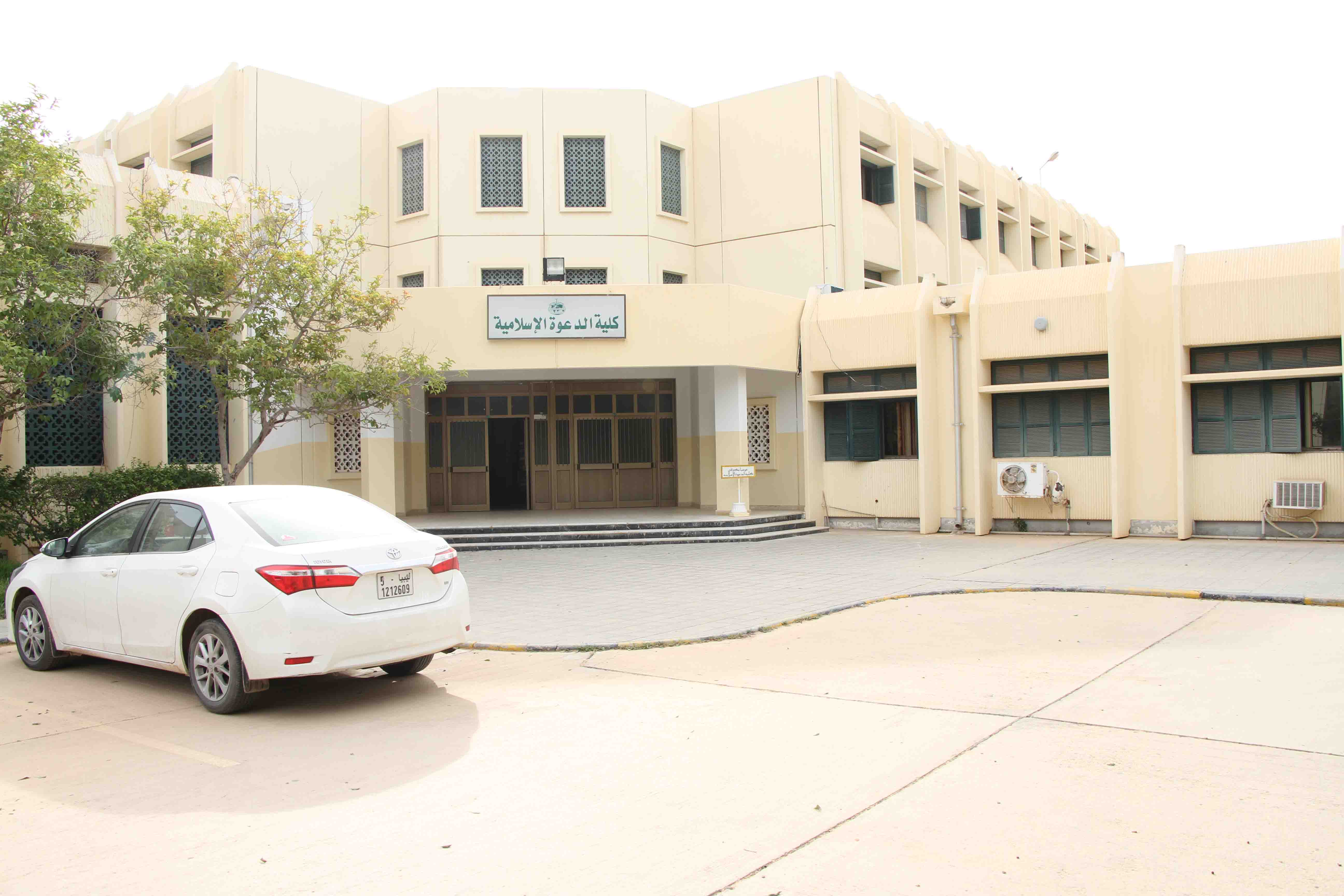
من مظاهر كلية الدعوة الإسلامية
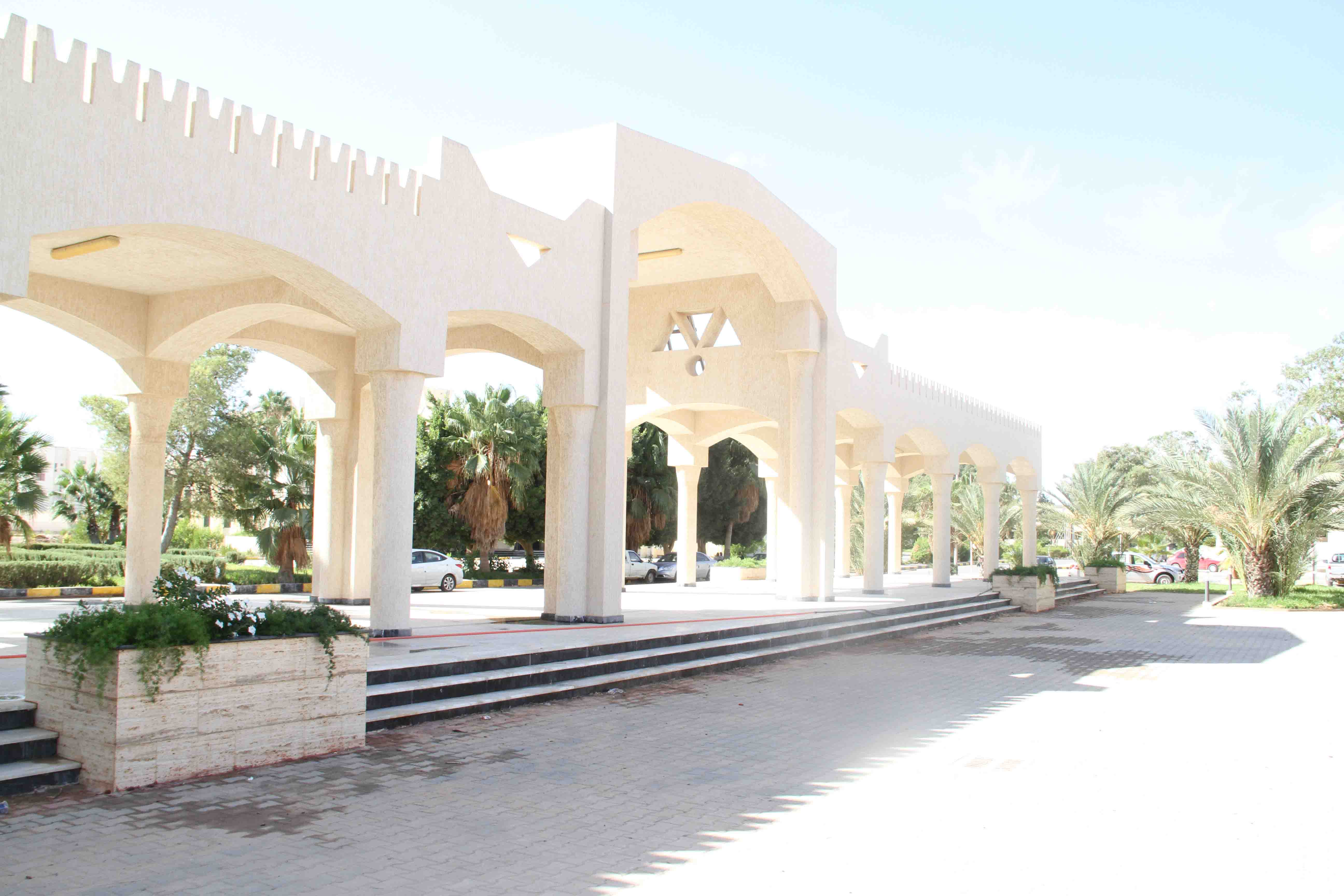
من مظاهر كلية الدعوة الإسلامية

## كلية الدعوة الإسلامية، رؤيتها، رسالتها وأهدافها[3]

### الرؤية
الريادة والتميز في المجالات الدعوية والإسلامية والعربية في كافة المستويات وفق معايير الجودة والاعتماد المعمول بها.

### الرسالة
تخريج دعاة ومعلمين مؤهلين علميًا وتربويًا للقيام بتدريس اللغة العربية والعلوم الإسلامية والدعوة الإسلامية وفق الأساليب العصرية الحديثة.

### الأهداف
- امداد المجتمعات الإسلامية بمخرجات مؤهلة وكفؤة للعمل بالدعوة والتدريس والبحث العلمي.
- إثراء المهارات والقدرات المهنية والعلمية لدى منتسبي الكلية من أعضاء هيئة التدريس والموظفين بما يؤهلهم لآراء أعمالهم بكفاءة وفاعلية.
- تحصين الإنسان المسلم من خلال ترسيخ القيم الإسلامية السامية والاضطلاع بنشر لغة القرآن الكريم، والثقافة الإسلامية.
- إجراء البحوث العلمية والتربوية في مجالات اللغة العربية، والدراسات الإسلامية، من قبل طلاب الدراسات العليا، وتقديم نتاج علمي وبحثي متميز كمًا وكيفًا.
- اعتماد أساليب تدريس فاعلة معززة بتقنيات حديثة.
- اعتماد المعايير الدولية وأنظمة الجودة الشاملة واحراز التقدم في التصنيفات العالمية
- الإسهام في تنمية الموارد البشرية.
- تقديم برامج دراسية متوازنة ومتكاملة مبنية على ثوابت الدين الإسلامي الحنيف بعيدة عن التطرف والعنف والاستعلاء ومستجيبة لعلوم العصر وتقنياته.

## المراحل الدراسية بكلية الدعوة الإسلامية[4]

### - مرحلة الـتأهيل قبل الجامعي (المعهد التأهيلي)
ويتم في هذه المرحلة تهيئة غير الناطقين بالعربية وإعدادهم للدراسة بالكلية، بهدف إستكمال تأهيلهم في اللغة العربية والدراسات الإسلامية، من خلال مقررات محددة تلبي حاجة الدارسين من حملة الثانوية العامة والدينية.
ومدة الدراسة بالمعهد سنتان، وتقوم لجنة متخصصة بإجراء إمتحان تحديد مستوى للطلاب المقبولين، وبناء على نتيجة الامتحان توصى اللجنة بتوزيع الطلاب إلى ثلاث مجموعة، فمجموعة تنسب للدراسة بالكلية، ومجموعة تدرس بالمعهد لمدة سنة، ومجموعة تدرس لمدة سنتين.
ويتولى التدريس بالمعهد نخبة من المدرسين الرسميين والمتعاونين الذين تتوفر لديهم الخبرة التعليمية والتربوية للتدريس بهذه المرحلة.

### - مرحلة الدراسة الجامعية “التخصص العام”
بدأت هذه المرحلة مع تأسيس الكلية عام 1974م، وفيها يدرس الطلاب المواد المقررة موزعة على أربع سنوات.

### - مرحلة التخصص
وفي العام الدراسي 2001م و2002م قررت لجنة الكلية العمل بالتخصص، حيث يدرس الطلاب المواد المقررة على السنة الأولى والثانية بشكل عام، ويبدأون التخصص في السنة الثالثة والرابعة في شعب: اللغة العربية، الدراسات القرآنية، الدعوة والحضارة.
ويشرف قسم التربية والمواد العامة على تدريس علوم التربية وعلم النفس والبحث العلمي والتربية العملية ومشاريع التخرج، والمواد العامة مثل: التاريخ والجغرافيا والاعلام الإسلامي، واللغات الأجنبية، والحضارة الإسلامية، والاستشراق والتنصير الإسلامي، والسيرة النبوية.

### - قسم التدريب المهني
يهدف هذا القسم إلى تدريب الدارسين وتأهيلهم مهنيا من خلال برامج نظرية وعملية في مهن النجارة، والكهرباء العامة، وكهرباء المنازل، وميكانيكا السيارات، والتبريد والتكييف، والإلكترونيات، والحاسوب.
ويلحق بهذا القسم جميع الطلاب وفقا لرغباتهم وخلفياتهم عن المهنة التي يختارونها، وتكون الدراسة في الفترة المسائية عملا بالجدول المعد لهذا الغرض.
ويتولى التدريس في هذا القسم نخبة من المهندسين والفنيين عن طريق التعاون مع إدارة الكلية، وقد تم تجهيز ورش التدريب بالمتطلبات اللازمة.

### - أعضاء هيئة التدريس بالكلية والمعهد التأهيلي
يقتصر التدريس في كلية الدعوة الإسلامية والمعهد التأهيلي التابع لها على العنصر الوطني في الوقت الحاضر، ويخضع الأساتذة في معاملاتهم المالية والإدارية للوائح والقوانين المعمول بها في جمعية الدعوة الإسلامية العالمية.
ويتكون أعضاء هيئة التدريس من نوعين من الأساتذة وهما: الأساتذة الرسميون والأساتذة المتعاونون التابعون للجامعات الليبية ومراكز البحوث العلمية، ويتم اختيار أعضاء هيئة التدريس حسب الشروط والقواعد العلمية التي نصت عليها لائحة الكلية.

### - مرحلة العلوم التطبيقية
وفي إطار رسالة الكلية ورؤيتها الحديثة الهادفة لمواكبة عصر العلم وإنتاج المعرفة، وتطويرها لإعداد الدعاة المهنيين، تم في عام 2004م و2005م افتتاح الأقسام العلمية وهي: تقنية المعلومات، الاقتصاد والمحاسبة، والتمويل والمصارف.

### - قسم الدراسات العليا
بدأت الدراسـة بهذا القسم عام 1986م بدرجة الماجستير، وفي عام 1992 نوقشت أول رسالة ماجستير للطالب محمد بسام رشدي الزين، وفي عام 1995م نوقشت أول رسالـة دكتوراه، وبلغ عدد الرسائل المجازة حتى عام 2014م ما يزيد عن (200) رسالة في تخصصات الدراسات الإسلامية، واللغة العربية، والدعوة والحضارة.
ومن إصدارات الكلية: مجلة الكلية، وهي مجلة محكمة تصدر سنويًا، وقد صدر منها إلى الآن العدد السابع والعشرون، كما قامت بطباعة السلسة التراثية ونشرها، ومجموعة من رسائل الماجستير والدكتوراة، وبعض المقررات الدراسية التي ألفها بعض أعضاء هيئة التدريس.

## علاقات الكلية بالجامعات العربية والإسلامية والمنظمات الدولية[5]
للكلية علاقات علمية مع جامعات العالم العربي والإسلامي والعالمي، مثل اتحاد جامعات العالم الإسلامي، وجامعة الأزهر الشريف، ومجمع الفقه الإسلامي، والألكسو (المنظمة العربية للتربية والعلوم والثقافة) بتونس، والايسسكو (المنظمة الإسلامية للتربية والعلوم والثقافة) بالرباط، واليونيسكو (المنظمة العالمية للتربية والعلوم والثقافة) بباريس، والمراكز الإسلامية بأوروبا وكندا وأمريكا، وجامعات السنغال، وجامعات نيجيريا، (ج بايرو) وجامعة أوغندا وجامعة (ساي) بالنيجر، واتحاد المؤسسات العالمية ببروكسل – بلجيكا – (union of international association) (UIA) واتحاد الجامعات الأفريقية (Association of African Universities) غانا - أكرا.
وتجاوبًا مع توصية المجلس العالمي للدعوة الإسلامية بترقية الكلية إلى جامعة للعلوم الإسلامية والعربية والتطبيقية، فقد عقدت لجنة الكلية العزم على وضع الأسس العلمية والفنية لتنفيذ هذه التوصية وفق معايير الجودة والاعتماد المعمول بها عالميًا.